# 정존겸
정존겸(鄭存謙, 1722년 ~ 1794년)은 조선 후기의 문신이며, 좌의정 정지화의 후손이다. 그리고 영의정이던 정광필의 후손이기도 하다. 자는 대수(大受), 호는 양암(陽菴)·양재(陽齋)·원촌(源村), 시호는 문안(文安). 본관은 동래.

## 생애
영조 때 문과에 급제해서 정언으로 있다가 횡성현감으로 외직에 나가서 민정을 다스렸고 부교리, 부수찬에 이어 수찬, 부교리, 도청, 응교를 거쳐 승지가 되었다. 이후 이조참의, 승지, 부제학을 지내지만 사도세자 관련 일로 파직되지만, 다시 등용되어 이조참의, 대사성, 부제학에 이어 경상도관찰사로 외직에 나가서 민정을 다스리고 부제학으로 복귀해, 동지의금부사를 거쳐 도승지가 된다. 이후 풍덕부사로 외직에 나갔다가 오위도총부부총관을 거쳐 대사헌과 부제학을 지내며 동지경연사를 겸했고 예문관제학에 이어 평신첨사로 있다가 형조참판, 이조참판으로 홍문관제학을 겸하고, 연이어 병조참판, 이조참판, 호조참판에 이어 부제학을 다시 지내고 예문관제학, 공조참판에 이어서 함경도관찰사와 예조참판으로 있다가 형조판서로 승진하고, 이조판서를 거쳐 이 때 홍인한 등의 척신세력을 공격했고, 정조의 신임으로 우의정으로 승진하고 호위대장을 겸하였다. 그러다가 좌의정으로 승진하고 영돈녕부사로 물러나지만, 이후 판중추부사에 있다가 영의정이 되고, 경모궁도제조와 세자사를 겸하다 영돈녕부사와 영중추부사로 전직되었다가, 다시 영의정이 되고, 나중에 영돈녕부사와 영중추부사로 치사한다.